# جام همبستگی آسیا
جام همبستگی آسیا (به انگلیسی: AFC Solidarity Cup) یک تورنمنت فوتبال  است که میان تیم‌های ملی اعضای ضعیف تر کنفدراسیون فوتبال آسیا برگزار می شود. این مسابقات بعد از انحلال چلنج کاپ آسیا تاسیس شد و اولین دوره این مسابقات در سال ۲۰۱۶ در کشور مالزی برگزار شد و با قهرمانی تیم ملی نپال به پایان رسید.

## نتایج
| سال  | میزبان                          | فینال                           | فینال                           | فینال                           | رده‌بندی                         | رده‌بندی                         | رده‌بندی                         | تعداد تیم‌ها                     |
| سال  | میزبان                          | قهرمان                          | نتیجه                           | نایب قهرمان                     | سوم                             | نتیجه                           | چهارم                           | تعداد تیم‌ها                     |
| ---- | ------------------------------- | ------------------------------- | ------------------------------- | ------------------------------- | ------------------------------- | ------------------------------- | ------------------------------- | ------------------------------- |
| ۲۰۱۶ | مالزی                           | · نپال                          | ۱–۰                             | · ماکائو                        | · لائوس                         | ۳–۲                             | · برونئی                        | ۷                               |
| ۲۰۲۰ | به علت دنیاگیری کووید-۱۹ لغو شد | به علت دنیاگیری کووید-۱۹ لغو شد | به علت دنیاگیری کووید-۱۹ لغو شد | به علت دنیاگیری کووید-۱۹ لغو شد | به علت دنیاگیری کووید-۱۹ لغو شد | به علت دنیاگیری کووید-۱۹ لغو شد | به علت دنیاگیری کووید-۱۹ لغو شد | به علت دنیاگیری کووید-۱۹ لغو شد |